# Științifico-fantasticul în Austria

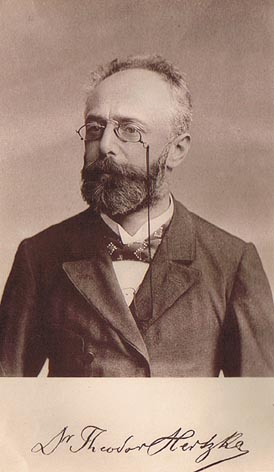
Theodor Hertzka a scris două utopii care au avut succes la nivel internațional, Freiland (1890) și Eine Reise nach Freiland (1893)

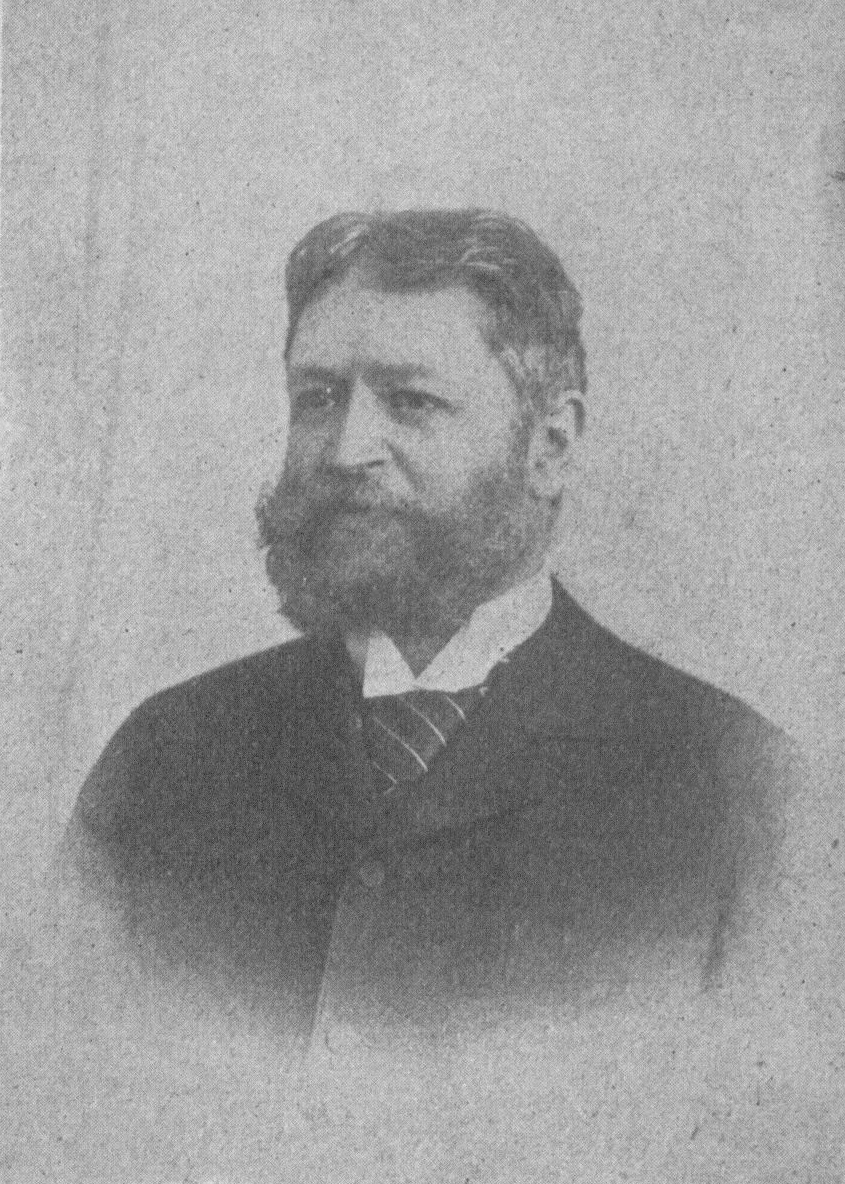
Ludwig Hevesi în 1903

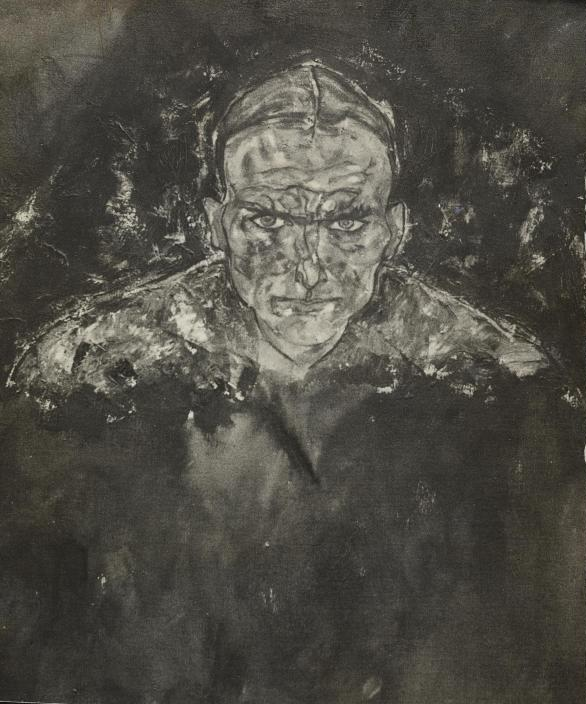
Robert Müller de Egon Schiele

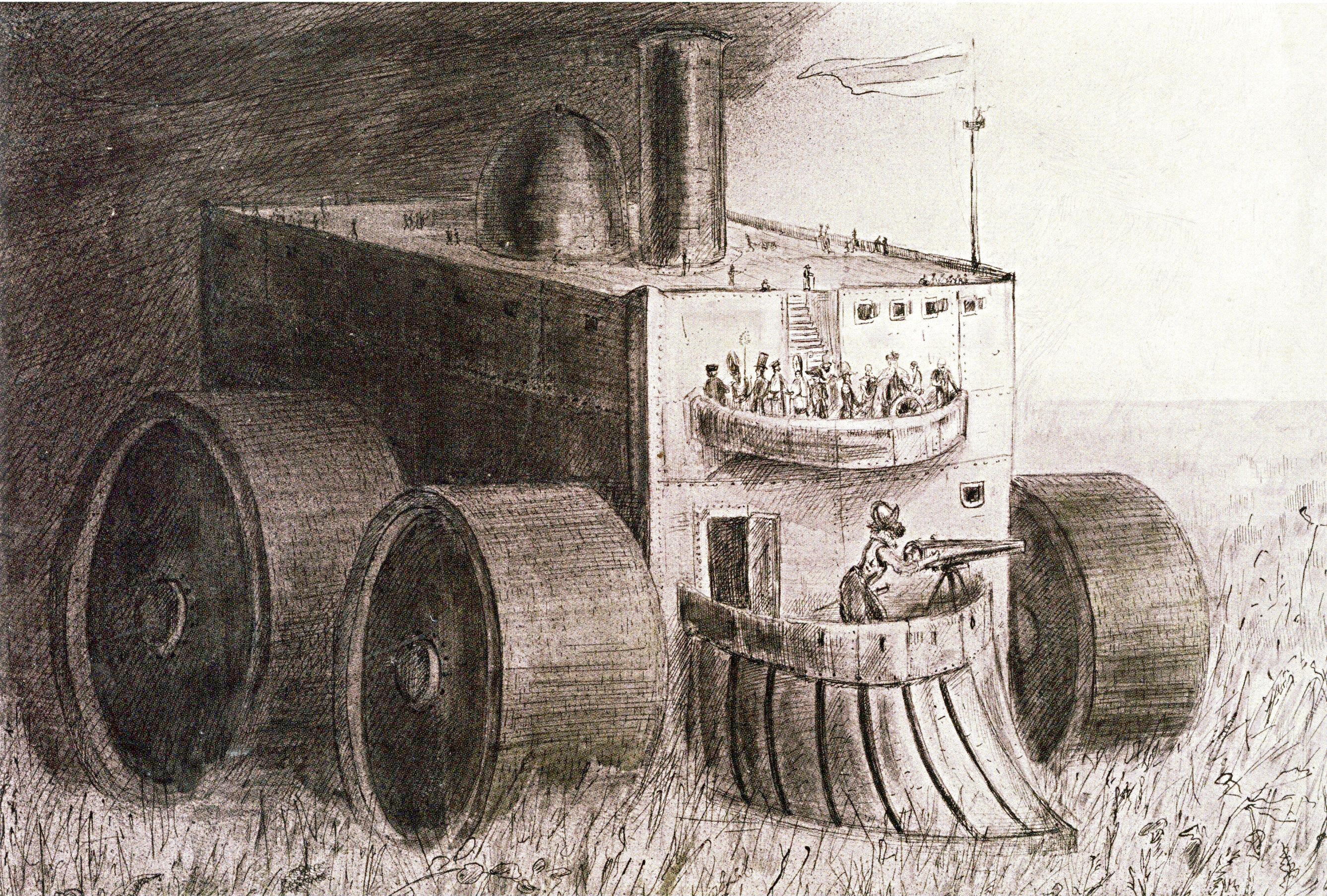
Statul de Alfred Kubin

Științifico-fantasticul în Austria este parte a științifico-fantasticului de limbă germană și are o istorie lungă și variată. Mulți autori austrieci au trăit și au fost publicați în Germania (vedeți și Științifico-fantasticul în Germania).

## Istorie
În timp ce fostul Imperiu Austro-Ungar (1867-1918) a produs mulți scriitori importanți de literatură fantastică (în special Gustav Meyrink, Fritz Herzmanovsky-Orlando și Leo Perutz), contribuția sa la literatura științifico-fantastică a fost destul de modestă.
Theodor Herzl (1860-1904) a scris o utopie care a devenit adevărată: Der Judenstaat (Statul evreilor), la fel și Altneuland (Țara veche - nouă)..   
O utopie cu un caracter socio-politic parohial este Osterreich im Jahre 2020 (Austria în anul 2020 (1893) scrisă de Josef Neupauer.
Utopiile economistului Theodor Hertzka (1845-1924) Freiland (1890) și continuarea ei Eine Reise nach Freiland (1893) au avut succes la nivel internațional, în timp ce utopiile primei femei câștigătoare (în 1905) a Premiului Nobel pentru Pace, Bertha von Suttner, cum ar fi Der Menschheit Hochgedanken (1911), au avut puțin succes.
Sub pseudonimul Ludwig Hevesi, scriitorul maghiaro-austriac Ludwig Hirsch (1843-1910) a scris MacEck's sonderbare Reise zwischen Konstantinopel und San Francisco (1901), precum și schițe pline de umor despre aventurile lui Jules Verne în cer și în iad în colecția sa Die fünfte Dimension (Cea de-a cincea dimensiune, 1906). În Im Reiche der Homunkuliden (1910), Rudolf Hawel (1860-1923), un alt umorist, profesorul Voraus se trezește în anul 3907, unde întâlnește lumea roboților asexuați.
O poveste curioasă despre războiul viitorului este Unser letzter Kampf, publicată anonim în 1907 și prezentată ca "moștenirea unui vechi soldat imperial", care descrie modul în care imperiul austro-ungar pierde într-o luptă eroică împotriva sârbilor, italienilor și rușilor.
Apar teme științifico-fantastice sporadic printre scrierile lui Karl Hans Strobl (1877-1946) și Gustav Meyrink.  Romanul lui Strobl Eleagabal Kuperus (1910) este o viziune apocaliptică a unei lupte între principiile binelui și răului care implică o încercare științifico-fantastică a răufăcătorilor de a lăsa umanitatea fără oxigen. Gespenster im Sumpf (Fantome în mlaștină, 1920) este o relatare naționalistă, antisocialistă și antisemită a apocalipsei din Viena și este cu siguranță mai aproape de științifico-fantastic decât romanul Die andere Seite (Cealaltă parte) (1909) al marelui ilustrator Alfred Kubin (1877 - 1959).
În acest moment încep să apară lucrări importante la marginea științifico-fantasticului. În fruntea literaturii mondiale se află parabolele metafizice ale lui Franz Kafka, unul dintre un grup de scriitori evrei din Praga, de limbă germană, grup care îi includea și pe scriitorul cehul Max Brod (1884 - 1968), matematicianul austriac Leo Perutz (1882 - 1957) și Franz Werfel.
Franz Werfel a scris în exilul său din Statele Unite ale Americii romanul Stern der Ungeborenen (Steaua celui nenăscut), prima dată publicat în 1946. Este ultima lucrare scrisă de Werfel și a fost publicată la un an după moartea autorului. În această carte Werfel descrie călătoria în timp a protagonistului F.W., în viitor, considerată a fi influențată de Divina Comedie a lui Dante Alighieri. F.W. ajunge în viitorul îndepărtat, peste aproximativ 100.000 de ani. El petrece trei zile în această lume futuristă, o utopie în care nu mai există nici boală, lăcomie, invidie, nici muncă sau naționalitate. Cartea a fost împărțită în aceste trei zile, conținutul ultimei zile fiind mai mult filozofic. În capitolul al nouălea, Werfel descrie situația Germaniei între al Doilea și al Treilea Război Mondial.
Textele lui Kafka combină o luciditate totală a prozei cu un sentiment de impenetrabilitate la fel de totală a lumii în ansamblu, de obicei văzută ca având un caracter totalitar-birocratic, ca în Der Prozess (1925, Procesul). Povestea sa In der Strafkolonie (1919 În colonia penală) ar putea fi considerată o anticipare a lagărelor de concentrare naziste. Este remarcabil și scriitorul expresionist Robert Müller (1887-1924), cu romanul său futurist Camera Obscura (1921) care are loc la mijlocul secolului al XX-lea într-o lume care este grupată într-o confederație imperială. Două dintre romanele fantastice ale marelui scriitor Leo Perutz ar putea fi considerate ca fiind psihedelice, cu o calitate halucinantă: Der Meister des Jüngsten Tages (1923; Stăpânul Zilei Judecății 1930) și St Petri Schnee (1933; Semnul Fecioarei). Ambele romane includ droguri care modifică conștiința.
După cel de-al doilea război mondial, astronomul Erich Dolezal (1902-1990) a scris o serie de povestiri (Martin Weltley) despre rachete, povestiri care erau plictisitoare, dar riguroase din punct de vedere științific și didactice. Prima povestire a fost RS 11 schweigt (RS 11 nu răspunde, 1953). Au urmat Mond in Flammen (1954) și Unternehmen Mars (1955). Oarecum mai bune sunt două cărți ale chimistului Friedrich Hecht (1903-1980), care combină călătoria spațială cu descoperirea Atlantidei și a unei civilizații de pe o planetă explodată între Marte și Jupiter: Das Reich im Mond (Imperiul din Lună, 1951) și continuarea sa Im Banne des Alpha Centauri (1955).
Winfried Bruckner (1937 - 2003) a publicat cărți științifico-fantastice pentru tineret, ca anti-utopia Tötet ihn (1967) și seriile de scurtă durată Der U-Boot-Pirat (1951-1952), Yuma (1951), Star Utopia (1958) și Uranus (1958).
În 1963, scriitoarea Marlen Haushofer (1920 - 1970) a scris cel mai important roman al său, distopia Die Wand. Personajul principal al romanului este o femeie de 40 de ani, al cărei nume nu este specificat. Ea încearcă să supraviețuiască unui cataclism: în timpul vacanței într-o cabană de vânătoare din munții austrieci, a apărut un zid transparent care o închide față de restul lumii; toată viața din afara zidului pare să fi murit, eventual într-un eveniment nuclear. Cu un câine, o vacă și o pisică ca singurele sale însoțitoare, ea se străduiește să supraviețuiască și să se împace cu situația. Confruntându-se cu teama și singurătatea, ea descrie prin ce trece fără să știe dacă cineva va citi sau nu vreodată scrierea sa. Filmul a fost ecranizat în 2012.
În 1966, Otto Basil a publicat romanul Wenn das der Führer wüsste (tradus în engleză ca The Twilight Men), o satiră despre cel de-al Treilea Reich, în care arată nebunia național-socialismului. Bomba atomică nu a căzut la Hiroshima, ci la Londra și naziștii au câștigat războiul. Imperiul nazist include Europa, de asemenea, Africa și SUA. Lumea este împărțită în est și vest. Vestul, adică Reich-ul german, cu vasalii și teritoriile cucerite în America. Estul este dominat de Imperiul Japonez. Reich-ul german victorios triumfător își realizează aberațiile ideologice nebunești pe termen lung. Imperiul se distruge într-o țară în care brutalitatea și disprețul față de ființele umane au devenit în mod groaznic a culturii de zi cu zi, în care spiritul și știința sunt aliniate "rasial" și oamenii sunt exponate în muzeu.
Ernst Vlcek (1941-2008), scriitor profesionist din 1970, a scris sute de romane în domeniul științifico-fantastic, în special pentru seria Perry Rhodan și, de asemenea, între 1971 și 1974 pentru seria spin-off Atlan. A scris și sub pseudonimul Paul Wolf. Ernst Vlcek este co-autorul seria fantastice Mythor
Fizicianul Herbert W. Franke este considerat a fi unul dintre cei mai importanți autori de literatură științifico-fantastică de limbă germană. În limba română au fost traduse lucrări ca Rețeaua gândurilor în 1979 (Das Gedankennetz, 1961), Zona zero în 1988 (Zone Null, 1970) sau Visul lui despre mare în 1993 (Der Traum vom Meer, 1974). În 1993 a apărut Capcana de sticlă (Die Glasfalle, 1952) de Herbert W. Franke, traducere de Lucian Hoancă.
Printre scriitorii generațiilor anilor 1980-1990 se numără fizicianul Peter Schattschneider, autor al două colecții Zeitstopp (1982) și Singularitäten (1984); Marianne Gruber, autoare a unor povestiri scurte și a două romane anti-utopice, Die gläserne Kugel (1981, Sfera de sticlă) și Zwischenstation (1986); Barbara Neuwirth, care a scris mai ales povestiri fantastice, uneori cu elemente științifico-fantastice (prima sa colecție este In den Gärten der Nacht din 1990), Ernst Petz sau Kurt Bracharz, ultimii doi scriitori ale unor povestiri satirice.
În 1995, Christoph Ransmayr a publicat distopia ucronică Morbus Kitahara (The Dog King). Povestea are loc în Europa Centrală după al doilea război mondial și după implementarea Planului Morgenthau, care a dezindustrializat regiunea și a creat o societate post-apocaliptică nemiloasă. Personajul principal este fiul unui fierar care devine garda de corp a singurului om din zonă care deține o mașină.

## Scriitori
- Ludwig Anton (1872 - 1941)[29]
- Martin Auer (n. 1951)[30]
- Otto Basil (1901 – 1983)[31]
- Rudolf Bayr
- Alfred Bittner (1914 - 1989)[32]
- Franz Blei
- Kurt Bracharz (n. 1947)
- Karl Bruckner (1906 - 1982)
- Winfried Bruckner (1937 - 2003)
- Paul Busson
- Franz Theodor Csokor
- Joseph Delmont (1873 - 1935)
- Erich Dolezal (1902 - 1990)
- Jeannie Ebner
- Walther Eidlitz (1892 - 1976)
- Andreas Findig (1961 - 2018)
- Herbert W. Franke (n. 1927)
- Egon Friedell (1878 - 1938)
- Anton Fuchs
- Thomas Glavinic (n. 1972)
- Marianne Gruber (n. 1944)
- Marlen Haushofer (1920 - 1970)[18]
- Friedrich Hecht (1903 –  1980)
- Erik von Kuehnelt-Leddihn (1909 - 1999)
- Jakov Lind (1927 - 2007)
- Peter Marginter (1934 - 2008)[33]
- Gustav Meyrink
- Robert Müller (1887 - 1924)[9]
- Barbara Neuwirth (n. 1958)
- Leo Perutz (1882 – 1957)
- Ernst Petz (n. 1947)
- Christoph Ransmayr (n. 1954)
- Heinz Riedler[34]
- Rainer Maria Rilke
- George Saiko
- Peter Schattschneider (n. 1950)
- Michael Springer (n. 1944)[35]
- Karl Hans Strobl
- Hermann Ungar (1893 - 1929)
- Ernst Vlcek (1941 - 2008)
- Franz Werfel (1890 – 1945)
- Oswald Wiener (n. 1935)[36][37] [38]

## Reviste
Din 1963, la Viena, Franz Rottensteiner a publicat cea mai importantă revistă de științifico-fantastic din Austria, Quarber Merkur.

## Filme
Fritz Lang a fost un regizor, scenarist și producător de film austriaco-germano-american. În 1927 a realizat filmul german științifico-fantastic Metropolis, co-scris de Fritz Lang și soția sa Thea von Harbou, scriitoare germană.
În 1924 a apărut filmul științifico-fantastic și de groază Orlacs Hände, regizat de Robert Wiene și bazat pe romanul Les Mains d'Orlac scris de Maurice Renard. Filmul a avut mai multe continuări, printre care coproducția El secreto del Dr. Orloff (1964), un film regizat de Jesús Franco.
Die vom 17er Haus (The People from the 17th House) este un film științifico-fantastic austriac din 1932 în regia Artur Berger. Filmul a fost creat ca un film de publicitate pentru Partidul Austriac Social-Democrat pentru alegerile de stat de la Viena din 24 aprilie 1932. Acțiunea filmului are loc peste 100 de ani, în Viena anului 2032 cu zgârie-nori care cresc în centrul orașului.
În 1952 a avut premiera filmul 1 aprilie 2000, în regia lui Wolfgang Liebeneiner. Scenariul a fost comandat la cererea guvernului austriac și este o satiră politică care prezintă un viitor inofensiv, potențial congenital, în care Austria este supusă în continuare unei supravegheri inutile și sufocante de către cele patru puteri aliate, așa cum s-a stabilit în urma înfrângerii Germaniei naziste în timpul celui de-al doilea război mondial.
Georg Tressler a regizat în 1974 comedia erotică științifico-fantastică cu buget redus Ach jodel mir noch einen - Stosstrupp Venus bläst zum Angriff (2069: O odisee sexuală). Cinci femei voluptoase de pe planeta Venus sunt trimise pe Pământ pentru a recolta și a aduce acasă probe de spermatozoizi. Venus este pe cale de dispariție pentru că nu mai există bărbați în viață. Pe Pământ, cele cinci femei descoperă că nu este atât de dificil să-i convingă pe pământeni să le ajute în misiunea lor, problema este cantitatea necesară...
Unsichtbare Gegner (Invisible Adversaries) este un film experimental din 1977 regizat de Valie Export (debut regizoral). Filmul are loc în Viena contemporană: Anna, o fotografă, descoperă că ființele extraterestre colonizează mințile concetățenilor săi prin creșterea coeficientului de agresiune umană. Lumea exterioară devine rapid dezorganizată, la fel și lumea ei interioară din care face parte Anna și iubitul ei, Peter. Cu toate acestea, încearcă să se agațe de relația lor degradantă. Filmul a avut parte de recenzii copleșitor de pozitive.
AINOA este un film din 2006 regizat de Marco Kalantari. Filmul are loc într-un viitor post-apocaliptic al anului 2078, când lumea a fost distrusă de un război nuclear. Acest război a fost și este controlat de AINOA, o fată-robot ascunsă într-o închisoare de maximă securitate. Particularitatea acestui film constă în crearea și dezvoltarea sa prin participarea voluntară a mai mult de 500 de persoane (a avut un buget foarte mic).
Filmul Die Wand (Zidul, 2012) este o coproducție austriaco-germană, acesta a fost regizat de Julian Pölsler. Actrița Martina Gedeck interpretează rolul femeii izolate de un zid invizibil în munți. Este bazat pe un roman omonim distopic din 1963 al scriitoarei austriece Marlen Haushofer.
Printre alte filme științifico-fantastice austriece se numără: Le temps du loup sau Vreme de restriște (2003, regizat de Michael Haneke), Rammbock (2010, regia Marvin Kren), Blutgletscher sau Ghețarul cu sânge (2013, regia Marvin Kren), Little Joe (2019, regia Jessica Hausner).
O listă de filme științifico-fantastice austriece: imdb.com.

## Jocuri video
PostCollapse este un joc video științifico-fantastic, de supraviețuire, austriac din 2018 dezvoltat și publicat de Ambiera. Războiul nuclear a pus capăt civilizației. Jucătorul este unul dintre ultimii supraviețuitori, care trebuie să iasă din buncărul subteran pentru a găsi o cale de supraviețuire la suprafață. Jocul este bazat pe romanul german din 2011 Die Wiederentdeckung der Erde de Nikolaus Gebhardt.

## Vezi și
- Științifico-fantasticul în Ungaria